# Ljusmorbergets naturreservat
Ljusmorbergets naturreservat är ett naturreservat i Sundsvalls kommun i Västernorrlands län.
Området är naturskyddat sedan 2019 och är 85 hektar stort. Reservatet omfattar en del av Ljusmorsberget och våtmark nedanför. Reservatet består av äldre granskog och brandpräglad tallskog  samt vattendraget Börkelån med flodpärlmusslor.